# Martin Brand
Martin Brand (* 1975 in Bochum) ist ein bildender Künstler in den Bereichen Videokunst und Fotografie.

## Leben und Werk
Martin Brand studierte Kunst und Germanistik an der Ruhr-Universität Bochum und der Universität Dortmund.
Bei seinen Werken handelt es sich um Videoinstallationen, Kurzfilme und künstlerische Fotografien mit häufig dokumentarischem Charakter. Seine Arbeiten bewegen sich dabei oftmals zwischen Dokumentation und Fiktion, zufälliger Beobachtung und Inszenierung. Themenschwerpunkte sind die Beobachtung und Darstellung von Jugendkultur, Identitätssuche, Orientierung an Vorbildern, Beeinflussung durch Medien und Werbung, Cliquen- und Szenebildung, Gewalt, Gruppenhierarchien und -mechanismen.
2009 – 2010 unterrichtete der Künstler am Hansagymnasium Köln, seit 2012 unterrichtet er an der Universität zu Köln.
In den vergangenen Jahren realisierte er eine Vielzahl von Projekten, bei denen er von Beobachtungen und Überlegungen zu gesellschaftlich-sozialen wie auch politischen Vorgängen und Zuständen ausging.
Martin Brand lebt und arbeitet in Köln.

## Werke
- Breakdance, Einkanal-Video, Deutschland 2003/2004
- Pit Bull Germany, Videoinstallation, Deutschland 2004
- Station, dokumentarischer Kurzfilm, Deutschland 2005
- Driver, Einkanal-Video, Deutschland 2005
- Match, Videoinstallation, Deutschland 2005
- Fight for your Right, Inkjet-Prints und Videoinstallation, Deutschland 2005
- Bleach, Einkanal-Video, Deutschland 2006, mit Tommy Finke
- Turku Portraits, Einkanal-Video, Finnland 2006
- Remote, Einkanal-Video, Niederlande 2007
- MySpace, Videoinstallation, Deutschland 2007/2008
- Eyes Wide Shut, Videoinstallation, Deutschland 2008
- Nampa Bridge, Videoinstallation, Japan/Deutschland 2008/2009
- Portraits of Young Men, Einkanal-Video und Fotoserie, Deutschland 2009/2010
- Ganja, dokumentarischer Kurzfilm, Deutschland 2010
- Punks, Einkanal-Video, Deutschland 2011
- Horse, Einkanal-Video, Deutschland 2012
- Rebel Rebel, Videoinstallation, Deutschland 2012
- I’ll Be Your Mirror, Videoinstallation, Deutschland 2014
- Role Play, Videoprojektion, Mehrkanal-Monitor-Loops, Fotoserie, Deutschland 2014/15
- Shefighter, Einkanal-Video, Deutschland 2015
- Sense of Doubt, Mehrkanal-Videoinstallation, Deutschland 2016

## Kataloge
- Eyes Wide Shut. Kerber, 2008, ISBN 978-3-86678-221-1.
- Portraits of Young Men. Kettler, 2010, ISBN 978-3-86206-052-8.
- RICOCHET #6 Martin Brand. Villa Stuck München, 2013, ISBN 978-3-923244-30-0

## Auszeichnungen, Förderungen und Stipendien
- 2004: Förderpreis der Stadt Dortmund für junge Künstlerinnen und Künstler
- 2006: Förderpreis des Landes Nordrhein-Westfalen für Medienkunst
- 2007: European Media Artists in Residence Exchange (EMARE), Impakt-Festival Utrecht/Niederlande
- 2008: Arbeitsstipendium für junge Künstlerinnen und Künstler der Kunststiftung NRW
- 2008: Ausstellungs- und Katalogförderung der Stiftung Kunstfonds
- 2010: Projektförderung U-Westend[3], ein RUHR.2010 Projekt von Museum Ostwall im Dortmunder U und TU Dortmund
- 2010: Projekt- und Katalogförderung Hot Spots 2[4], Galerie Münsterland Emsdetten und DA, Kunsthaus Kloster Gravenhorst
- 2011 und 2013: Förderprogramm der Sparkasse KölnBonn, betreut durch die SK Stiftung Kultur
- 2015: Stiftung Kunstfonds Bonn

## Einzelausstellungen
- 2005: Fight for your Right. Kunstverein Bochumer Kulturrat
- 2005: Fight for your Right. Zapp Galerie Berlin
- 2008: Eyes Wide Shut. Dortmunder Kunstverein[5]
- 2010: Hot Spots 2. Galerie Münsterland Emsdetten[4]
- 2010: Portraits of Young Men. Headegg München[6]
- 2011: Portraits of Young Men. Olaf Stüber Berlin[7]
- 2011: Parque de Iturriza. Kunstverein Bochum[8]
- 2011: Through the Looking Glass. Kunsthaus Wiesbaden[9]
- 2012: Rebel Rebel. Temporary Gallery Köln[10]
- 2013: Ricochet #6. Martin Brand. Museum Villa Stuck München[2]
- 2015: I’ll Be Your Mirror. Moltkerei Werkstatt Köln
- 2015: Role Play. Kunstkirche Christ-König Bochum
- 2016: Die Jugend von heute. Cuxhavener Kunstverein

## Gruppenausstellungen
- 2006: Expanded Media. Medien im Raum. Württembergischer Kunstverein Stuttgart[11]
- 2007: In a Moment. brot.undspiele Galerie Berlin[12]
- 2008: Young Identities - Global Youth. EMAF European Media Art Festival Osnabrück[13]
- 2008: Glanz und Globalisierung. PROGR Bern[14]
- 2009: Boyz n the Hood. Galerie Olaf Stüber Berlin[15]
- 2010: Kick Off. Kunsthallen Nikolaj Kopenhagen[16]
- 2010: Inter-Cool 3.0. HMKV Hartware Medien Kunstverein im Dortmunder U[17]
- 2011: Fear in the Black Box. Trafo Gallery Budapest[18]
- 2011/12: Nothing in the World but Youth. Turner Contemporary Margate, Kent, UK[19]
- 2011/12: Ansichten des Ich. Schader-Stiftung und Hessisches Landesmuseum Darmstadt[20]
- 2011/12: Why I never became a dancer. Sammlung Goetz im Haus der Kunst München[21]
- 2012: Megacool 4.0 - Jugend und Kunst. k/haus Wien[22]
- 2012: bis hier... 50 Jahre Kunstverein Bochum. Kunstmuseum Bochum[23]
- 2013: Anybody can have an idea. Dauerausstellung Museum Ostwall im Dortmunder U
- 2013: Fremd & Eigen. Galerie im Taxispalais Innsbruck
- 2013: Per Speculum Me Video. Frankfurter Kunstverein
- 2013: Forever Young. Kunsthalle Nürnberg
- 2014: Liebe. Wilhelm Hack Museum Ludwigshafen
- 2014: Permanent exhibition Hessisches Landesmuseum Darmstadt
- 2015: Pader-Kultour. Paderborner Kunstverein
- 2015: Gropius Stories. Studio im Hochhaus Berlin

## Screenings
- 2004: Rencontres Internationales Paris/Berlin
- 2005: VideoLisboa Lissabon
- 2006: Cinéma du réel, Centre Georges Pompidou, Paris
- 2006: Festival Videoformes Clermont Ferrand
- 2006: Viennale Vienna International Film Festival
- 2007: Impakt Festival Utrecht
- 2007: Internationale Kurzfilmtage Oberhausen
- 2007: KunstFilmBiennale Köln
- 2007: Kasseler Dokumentarfilm- und Videofest
- 2008: European Media Art Festival Osnabrück
- 2008: International Documentary Film Festival FID Marseille
- 2009: Internationales Kurzfilm-Festival Hamburg
- 2010: Video Folkwang/Olaf Stüber, Museum Folkwang Essen
- 2010: Werkleitz Festival Halle (Saale)
- 2011: transmediale Berlin
- 2012: Darklight Festival Dublin
- 2014 Unlooped-Kino at Manifesta 10, St. Petersburg